# Стоунхейвен

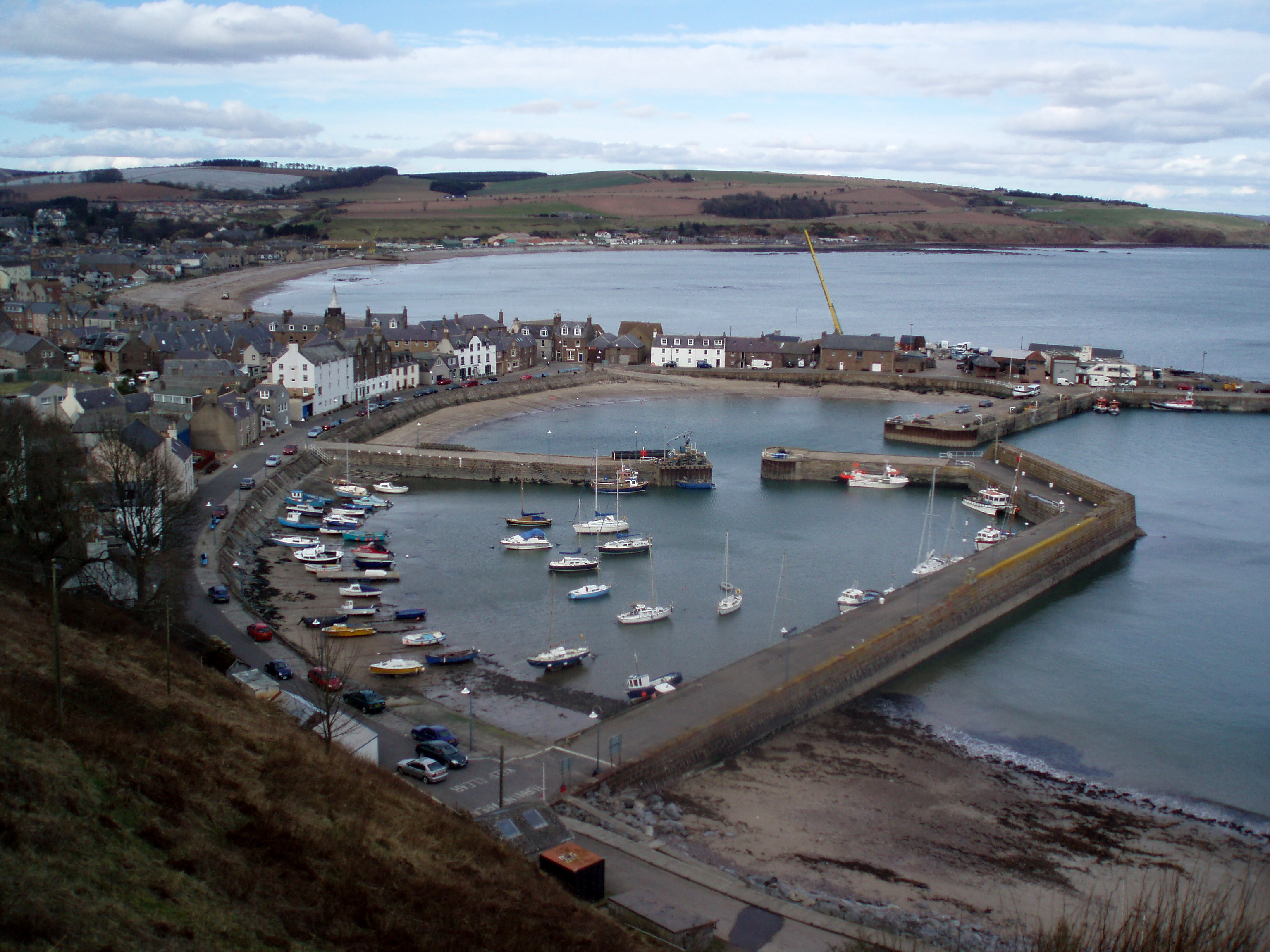

Стоунхейвен (англ. Stonehaven, скотс Steenhive, гэльск. Cala na Creige) — город и порт округа Абердиншир в Шотландии. Расположен на северо-восточном побережье Шотландии.
Центр исторического графства Кинкардиншир или Мернс (County of Kincardine or The Mearns), нынешнего районного совета Абердиншира. Находится в 80 км к северу от г. Данди, на полпути между Абердином и Инвербери (соответственно к югу от первого и к северу от второго),.

## История
Город возник в заливе Стоунхейвен на месте рыбацкого поселения эпохи железного века. Карты XVI века называют город Стонхейвом или Стоунхивом. В XIX веке Стоунхейвен был важным центром торговли выловленной сельдью.

## Демография
По переписи 2011 года в городе проживало 11 602 жителя.
| Год                | 2001  | 2006   | 2011   |
| ------------------ | ----- | ------ | ------ |
| Количество жителей | 9 577 | 10 090 | 11 602 |

## Достопримечательности
- Ратуша Стоунхейвена, построенная в 1790 году.
- Средневековый замок Данноттар в 3-х км к югу от города.

## Персоналии
- Бэрд, Джон, 1-й виконт Стоунхейвен (1874—1941) — британский государственный и политический деятель, генерал-губернатор Австралии (1925—1931).
- Линдси, Дэвид, 27-й граф Кроуфорд (1871—1940) — британский аристократ и государственный деятель, лорд-хранитель Малой печати (1916—1919).
- Лонгмур, Джон (1803—1883) — священник Свободной церкви Шотландии и проповедник, религиозный лектор на моральные и религиозные темы, чрезвычайно плодовитый англоязычный поэт (преимущественно духовного содержания); детский писатель-драматург; теоретик поэтики, лексикограф-нормативист; филолог шотландского языка; антикварий и знаток и любитель древностей.
- Мёрдок, Джеймс (1856—1921) — шотландский учёный, историк-японист, журналист, писатель.

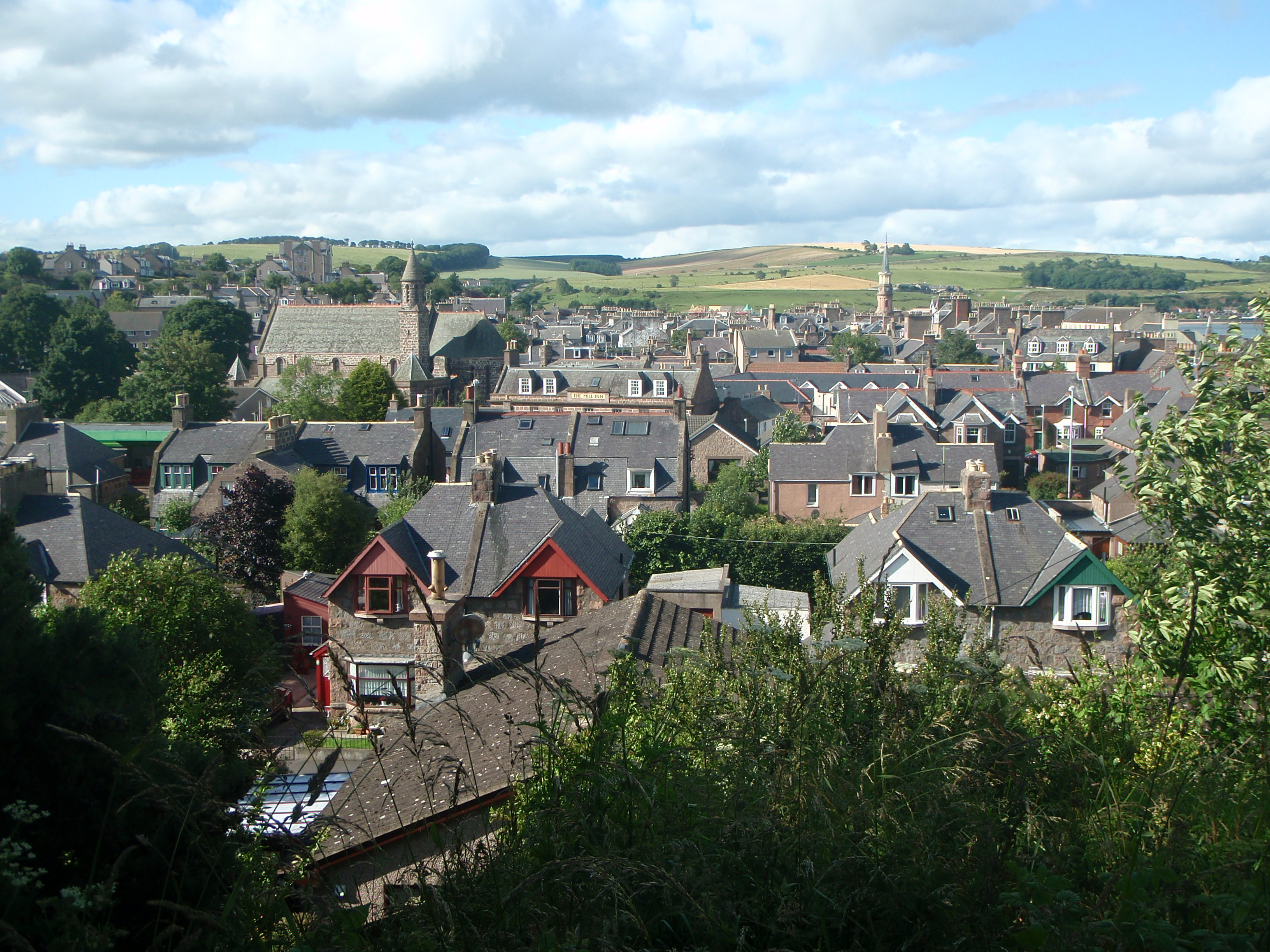
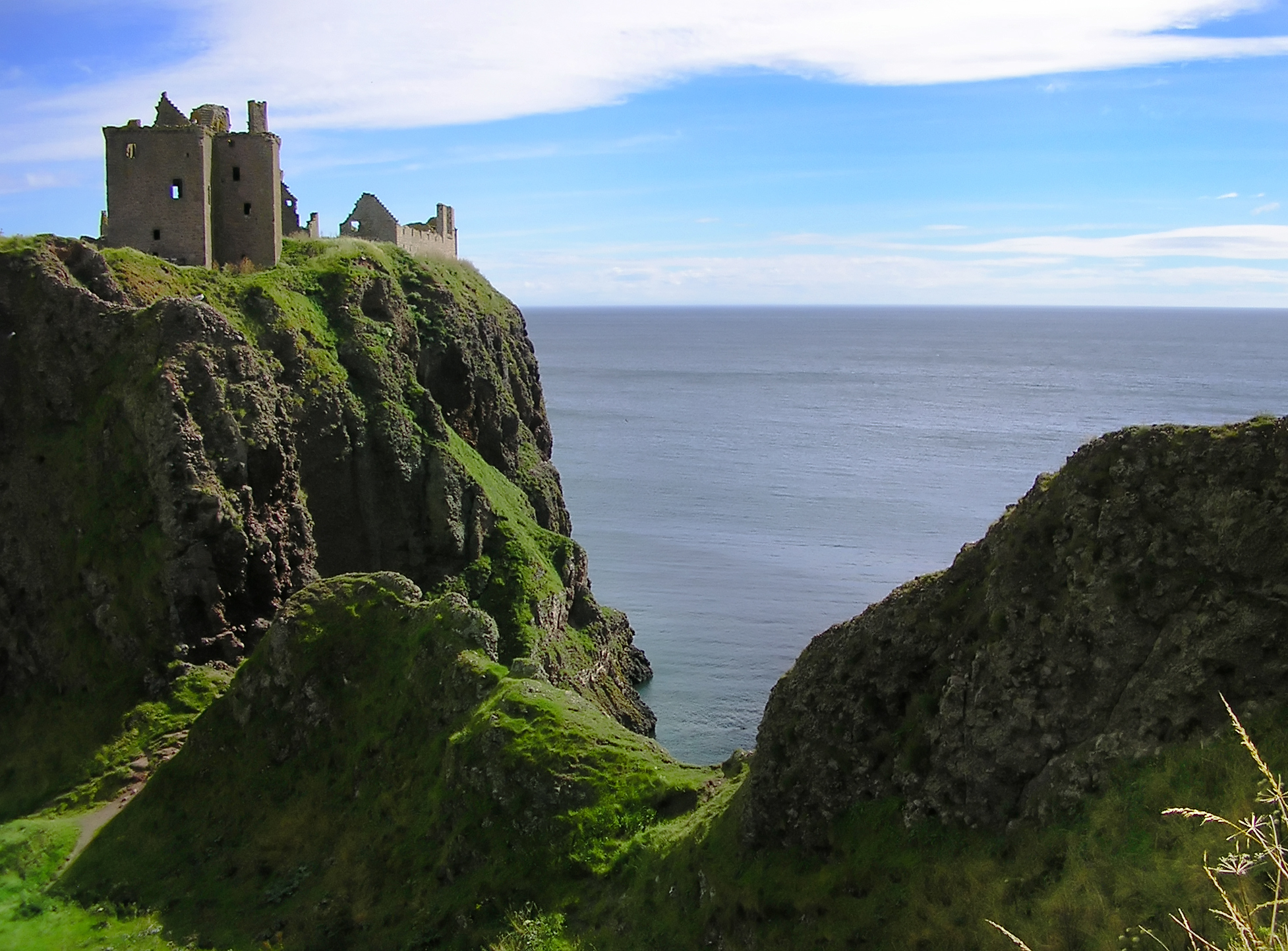
Замок Данноттар
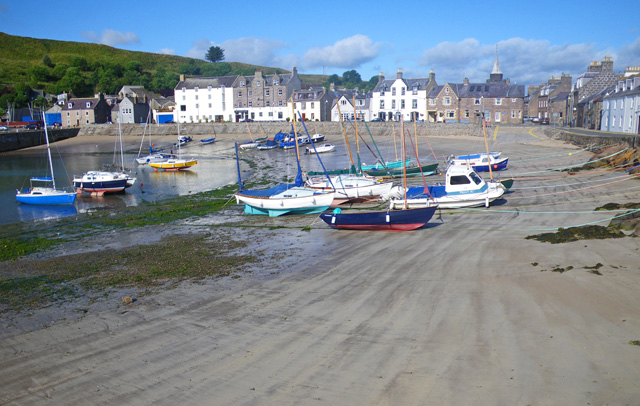
Время отлива
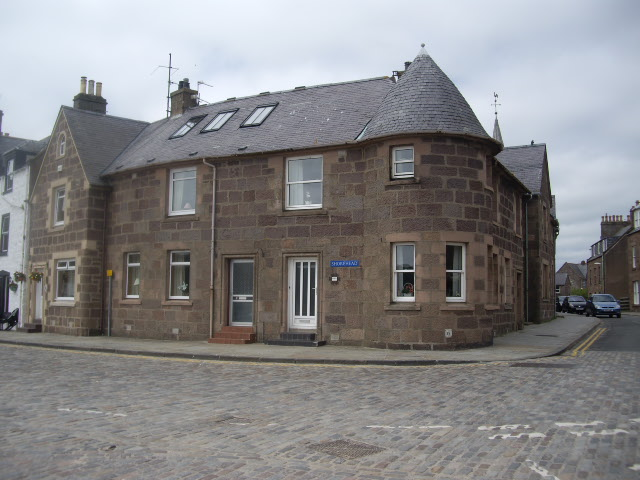